# 장애인

장애인을 뜻하는 픽토그램

장애인(障礙人)은 신체적, 정신적 손상 등으로 인한 사회적 차별로 인해 일상생활에 제약을 받는 사람이다. 장애인들은 역사적으로도 비참한 인생과 최후를 맞을 가능성이 있었으며 특히 지적 능력이 떨어지는 장애 여성들은 방어력이 낮아 성범죄의 표적이 되기 쉬운 편이다. 남성의 경우도 지적장애인들이 섬 노예가 되어 장기간 고통을 받았던 역사가 있다.

## 국내법상 장애인만 응시할 수 있는 관련 자격증
- 위키백과 복지 혜택 문서를 참고

## 장애의 유래
장애의 유래에 대한 설명은 장애의 의학적 모델과 장애의 사회적 모델이 있는데, 현재는 ICIDH-2 모델에 따라 국제적으로는 장애의 사회적 모델이 정착하고 있다.
크게 장애는 신체적 장애와 정신적 장애로 나뉘는데, 신체적 장애의 경우 태어났을 때부터 장애를 가진 '선천적 장애인'과 교통사고 등으로 장애를 갖게 된 '후천적 장애인'으로 나눌 수 있고 후자가 절대 다수이다. 반면 정신적 장애인의 경우에는 정신장애를 제외하면 선천적 장애 당사자가 많다.

## 명칭
장애인, 장애우, 장애자 등의 표현은 일반적으로 모두 같은 뜻으로 받아들이고 있지만, 사람들마다 쓰는 용어는 서로 다르다. 한 때 장애우권익문제연구소를 중심으로 장애우(障碍友)라는 용어를 쓰자는 제안이 많이 제기되었으나 장애우라는 용어는 1인칭으로 쓸 수 없다는 문제가 제기되었으며, 단어 자체의 뜻이 장애인에 대한 시각을 제한한다는 주장이 있었다. 또한 한국장애인단체총연합회는 장애인들이 장애우라는 용어를 장애인이라는 용어보다 훨씬 싫어한다고 지적하였다. 또한 장애자는 장애인의 이전 용어이며 1990년까지 사용되었다.

## 건강을 구별짓는 장애인의 문제점
문제점-모든 장애는 문제점이 있다 그리고 각 장애인의 따라서 문제점이 있는데 문제점을 그대로 인용하는것도 잘못된 행위이다, 장애인들도 내잘못 문제점 개선을 위해 노력해야 한다,
그리고 이 문제점으로 건강한 장애인이 될수가 없다. 장애인이 왜 문제가 많고 장애인의 문제점으로 건강한 장애인을 충족하지 못하는 이유에 대한 문제점이다. 
1.게으름
2.동족장애 무시
3.동족장애에게 도움이 되지 않는 행동이나 말투
4.갑과 을
5.장애를 가짐에도 불구한 무식함의 문제
6.본인이나 본인과 같은 계열 장애계에 주의집중 (예: 장애인이 복지혜택을 받았고 수료증,자격증 취득을 했다 하지만 집중을 잠담할수는 없다 즉 집중은 본인이 문제점을 의식해 판별해야 한다)
7.장애를 가지고도 같은 장애계에 해를 가하거나 그렇지 않고도 다른 계열 장애나 비장애인에게 해를 가해 본인이나 본인계의 장애의 인식이나 장애를 망치는 행위를 입힌 개인적인 이유로도 문제점이 될수 있다(추가로 동족 장애들에겐 억울한 피해 호소까지 겹쳐서 상처까지 입히니 이짓은 삼가하자) 등등 장애인은 다양한  문제점이 있다 장애는 건강해야 하지만 때론 이 문제점이 있다. 

### 서양

#### 영어권
영어권에서는 전통적으로 디스에이블드(영어: disabled)라는 용어를 사용해 왔다. 한때 핸디캡트(handicapped)가 더욱 정치적으로 올바른 용어라는 주장이 있었으나, 장애우와 비슷한 이유로 쓰이지 않게 되었다. 영어권의 장애인들은 handicapped라는 용어를 모욕으로 느끼기도 한다. 그들은 다리에 장애가 있는 경우 휠체어를 탐으로써 보정할 수 있기 때문에 handicapped가 아니라고 생각한다. 일반적으로 영어권에서 장애인을 뜻하는 용어로는 디스어빌리티(disability) 또는 disabled, challenged가 있다. 이 표현이 수식할 사람이 앞에 붙는 것이 적절한 표현으로 간주된다. 이를테면 "a person with disability"가 있다. 이러한 언어 표현 원칙을 ‘사람 우선(피플퍼스트) 용어’(People-first Language)라고 부른다. 이것은 지적당사자들의 권리옹호 운동에서 나온 이야기인 “나는 우선 사람으로 알려지기를 원한다”라는 말에서 유래한 것이다.
반면 자페당사자들을 비롯한 일부 장애당사자들은 이러한 용어 사용을 거부하고 ‘정체성 우선 용어’(Identity-first Language)의 사용을 주장하고 있는데, 이러한 원칙을 관철하고 있는 곳으로 학술지 《성인기 자폐》가 있다.

#### 스웨덴
사회민주주의자들과 스웨덴 노총(한국의 민주노총, 민주노조 조직률 80-90%, 단체협약 준수율 80-90%)이 복지국가를 만들어낸 스웨덴에서는 장애인(handikkaped)라는 말을 쓰지 않고, "기능이 저하된"이라는 말로 대신한다. 이를테면 다리가 불편한 신체장애인은 걷는 기능이 저하된 것 뿐이므로, 목발이나 장애에 맞게 고친 자동차로써 이동을 할 수 있다는 뜻이다. 장애인 정책에서도 장애인을 사회복지랍시고 장애인 시설에 가두기보다는, 비장애인과 장애인이 같이 살 수 있는 세상, 차별없는 세상, 장애인의 입장에서 생각하는 세상을 목적으로 하고 있다.그 실례로 스웨덴에서는 장애인과 비장애인이 같이 학문을 하는 통합교육, 차별을 고발하여 개선하도록 하는 옴부즈만 제도(차별시정제도), 장애인과 비장애인이 같이 일하는 사회적 기업이 있다.한국의 장애인운동가들도 탈시설화 운동으로써 장애인을 시설에 가두기보다는, 비장애인과 장애인이 같이 살 수 있는 자립운동을 하고 있다.

### 한국어 비칭
한국어에서 장애인을 일컫던 전통적인 말은 오늘날 비칭으로 변하고 있다. 일반적인 장애인을 일컬었던 병신, 언어장애를 가리키는 벙어리, 청각장애를 가리키는 귀머거리 뿐만 아니라 시각장애인에 대한 존칭이었던 장님도 비칭으로 쓰이는 일이 많아졌다.

#### 보건복지부의 장애인 용어 고쳐서 쓰기 운동
대한민국 보건복지부에서 지정한 표준어에서 장애인에 반대되는 공식 용어는 비장애인이다. 실제로 2015년 보건복지부에서 만든 장애인 인권 선전물에서는 일반인, 정상인이 아니라 비장애인이며, 장애자, 불구자, 장애우가 아니라 장애인으로 고쳐서 쓰도록 권하고 있다.

### 한국어 성서 개역개정판의 장애인 용어 개정
한국 개신교회에서 널리 사용하는 개역개정판에서는 장애인 용어를 개정했다. 절뚝발이는 다리를 저는 사람 등으로 고쳤다.

## 분류
장애인은 크게 신체적 장애와 정신적 장애로 나눌 수 있다. 이 기준은 현재 대한민국의 장애인복지법에서 규정하고 있는 15가지 장애이다.

### 신체적 장애
신체적 장애는 다시 외부기능의 장애와 내부기능의 장애로 나뉜다.

#### 외부 신체기능의 장애
- 시각장애인: 선천적 또는 후천적으로 시각능력이 없거나, 크게 떨어지는 장애인. 시각 능력이 조금이나마 남아 있는 경우 저시력자라 하는데, 어떤 경우든 일상생활에 큰 불편을 겪는다. 한쪽 눈만 시력이 없거나, 시력이 떨어지는 경우 시각장애인으로 분류된다. 점자나 오디오북으로 시각장애인들이 정보에 접근할 수 있도록 할 수 있다.
- 청각장애인: 소리를 못 듣거나, 들어도 사람이 이해할 수 없는 소리로 들려서 이해하지 못하는 장애인이다. 듣지 못하면 말도 하지 못하는 경우가 많으므로 보통 수화를 사용한다. 글이나 입모양을 보고 말을 알아들을 수 있으므로 말을 천천히 하여 의사소통을 하는 방법,[13]종이에 글을 써서 의사소통하는 방법으로 청각장애인과 말할 수 있다. 시각장애와 달리, 한쪽만 청력이 없는 분들은 청각장애인으로 등록될 수 없다. 즉, 청각장애인 등록을 하려면 양쪽 모두 청력이 없거나 낮아야 한다.
- 언어장애인: 말을 할 수 없거나 말을 해도 상대방이 잘 알아듣기 어려운 장애인을 뜻한다.
- 지체장애인: 절단장애, 지체기능장애, 관절장애, 신체변형장애 등으로 몸이 불편할 뿐, 생각하고 말하는 지적능력은 비장애인과 똑같은 장애인을 뜻한다.
- 뇌병변장애인: 주로 뇌성마비를 일컫으며, 파킨슨병도 포함된다. 뇌의 변형으로 인하여 일상생활에 큰 지장이 있는 장애인이다. 일상생활에서 어려움을 겪을 뿐이지, 지적인 능력은 비장애인들과 같다. 다만 일부 뇌병변장애인들은 지적장애를 동반하는 경우가 있다.
- 안면장애인: 화상, 사고, 유전적 원인으로 인하여 얼굴을 비안면장애인과 똑같은 상태로 되돌리기 힘든 장애인이다. 이들은 성형수술로 치료를 받는다. 2014년 이후에는 얼굴 부분에 백피를 가진 사람도 안면장애로 인정받게 되었다.

#### 내부 신체기능의 장애
- 신장 장애인: 당뇨합병증 등의 이유로 신장을 이식받거나 투석치료를 받아야 하는 장애인이다. 신장병에 걸리면 몸이 부어 운동능력이 떨어지므로 일상생활에 지장을 받는다.
- 심장 장애인: 심장의 기능이 떨어져 일상생활에 큰 지장이 있는 장애인이다.
- 간 장애인: 간의 기능이 떨어져 일상생활에 큰 지장이 있는 장애인이다.
- 호흡기 장애인: 호흡기의 기능이 저하되어 일상생활에 큰 지장이 있는 장애인이다.
- 장루·요루 장애인: 장루, 요루로 인하여 일상생활에 큰 지장이 있는 장애인이다.
- 뇌전증 장애인: 흔히 간질로 불리기도 하며, 뇌전증로 인하여 일상생활에 큰 지장이 있는 장애인이다. 2014년에 현재의 명칭으로 개정되었다.[14]

### 정신적 장애
정신적 장애는 다시 발달장애인과 정신장애인으로 나뉜다.

#### 발달장애인
과거에는 발달장애인을 자폐성장애인에 한정하여 불렀지만, 2007년에 구 발달장애를 자폐성장애로 개칭하였다. 참고로, 현재 발달장애인 권리보장 및 지원에 관한 법률(발달장애인법)은 지적장애와 자폐성장애 모두를 발달장애로 인정한다.
- 지적장애인: 지적 능력의 발전(IQ 70 이하)이 신체의 발전에 비해 더딘 장애인을 뜻한다. 과거에는 정신지체 장애인, 정신박약이라고 불렸다. 현재 명칭은 2007년에 개정된 것이다.
- 자폐성장애인: 자폐 장애를 의미한다. 자폐성장애인의 경우 IQ 70 이상이어도 판정을 받을 수 있다.

#### 정신장애인
대한민국 장애인복지법에서는 1년이상 가진 조현병·양극성 정동장애(조울증)·(우울장애), 반복성 우울장애 등의 정신질환으로 인하여 일상생활에 큰 지장이 있는 장애인이다.

## 고쳐야 할 장애인 관련 말들
- 장애를 앓고 있는 → 장애 (특성)를 가진 (장애는 질환이 아닌 손상이라고 국제적으로 합의되어 있다.)
- 꿀먹은 벙어리 → 말문이 막힌, 말을 못하는
- 눈먼 돈 → 관리 안되는 돈
- 벙어리 냉가슴 앓다 → 말도 못하고 혼자서 가슴만 답답하다
- 외눈박이의 시각 → 왜곡된 시각
- 외눈박이 방송 → 편파 방송, 가짜뉴스
- 절름발이 인재, 절름발이 지성인 → 부족한 점이 있는 인재, 결격사유가 많은 인재
- 너 장애인이냐? → 똑바로 이해하지 못해? 제대로 일하지 못해?
- 눈깔이 멀었냐? → 똑바로 봐라, 제대로 판단해라, 그것도 못 보냐?
- 병신 육갑을 떨다 → 어리숙하게 행동하지 마라, 상황판단을 잘 해라
- 지랄한다 → 함부로 행동하지 마라, 가볍게 굴지마라, 생떼 쓰지 마라
- 장애에도 불구하고 → 사회적인 어려움에도 불구하고
- 귀머거리 삼년, 벙어리 삼년 → 인내의 시간을 보내고
- 불구가 되다 → 장애를 갖게 되다
- 정상인 못지 않게, 일반인 못지 않게  → 비장애인 못지 않게
- 눈 뜬 장님 → 보고도 판단을 못하는
- 장님 코끼리 만지기 → 전체를 모르면서 어리석은 판단
- 장애를 극복하고 → 장애를 잘 받아들여
- 귀 먹었어?! → 안 들려?!

## 장애인을 보는 인식
김두식은 자신의 저서 《불편해도 괜찮아》에서 장애인에 대한 인식을 다음과 같이 서술하였다.
- 장애인을 미화시키는 인식 : 모든 장애인이 밝고 순수한 것처럼 미화한다. 하지만 모든 장애인이 밝고 순수하지는 않다.
- 장애인을 무능한 사람으로 여기는 인식 : 영화 300·오아시스에서 장애인을 비장애인보다 못한 사람, 스스로 생각하고 책임지지 못하는 사람으로 여기는 편견이 있다고 지적하였다. 하지만 장애인은 장애 정도가 매우 심하지 않는 한 스스로 생각하고 책임질 수 있다.
- 장애인은 비장애인과 같다고 보는 인식 : 장애인은 비장애인과 같다고 보는 인식. 장애인들이 장애가 있다는 열등감을 극복하고, 비장애인과 같이 살아내도록 한다.

## 같이 보기
- 장애인 인권
- 접근성
- 발달장애
- 학습 장애
- 장애인 스포츠
- 패럴림픽
- 특수교육
- 장애인복지법
- 장애인차별금지 및 권리구제 등에 관한 법률
- 장애인 등에 대한 특수교육법
- 특수교육진흥법
- 발달장애인 권리보장 및 지원에 관한 법률